# Eurex
Eurex (acrònim de: Eur-Exchange) és una de les principals borses de derivats del món en la que es negocien els principals derivats de referència europeus. La seva plataforma de negociació i compensació electrònica ofereix una àmplia gamma de productes, entre els quals destaca l'Euro Stoxx 50, l'iTraxx-Europa, i els futurs sobre els bons alemanys. Eurex es creà el 1998 mitjançant la fusió de Deutsche Terminbörse (DTB) i Swiss Options and Financial Futures (SOFFEX), sent propietat de la Deutsche Börse i la Swiss Exchange. Eurex és una de les «tres grans» borses de derivats, conjuntament amb la LIFFE i la CME.